# Bernhard Albrecht (Maler)

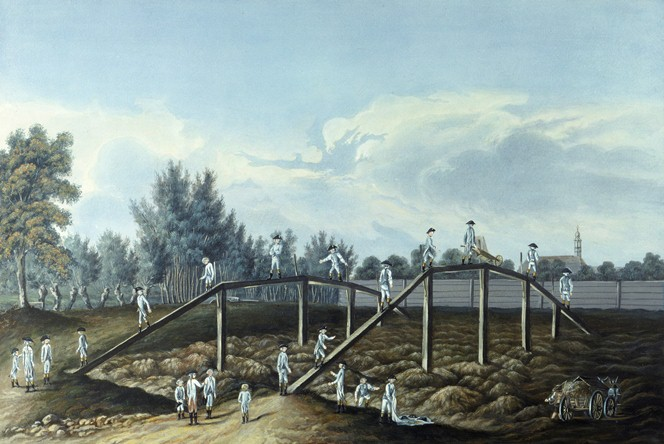
Kadetten beim Balancieren über Balkenstege an der Wiener Neustädter Militärakademie, 1785/93.

Bernhard Johannes Albrecht (* 29. Dezember 1758 in Wien; † 2. Dezember 1822 in Wiener Neustadt) war ein österreichischer Maler und Radierer.

## Leben
Bernhard Albrecht soll vielseitig künstlerisch gebildet und besonders als Landschaftsmaler seine Tüchtigkeit unter Beweis gestellt haben. Er besuchte in Wien die Landschafts-Zeichnungs-Schule und unternahm nach Beendigung seiner schulischen Ausbildung eine Studienreise nach Italien.
1784 radierte er Gemälde von Christian Brand (1695–1759) und Jacob Isaacksz. van Ruisdael. Ab dem Jahr 1788 war Bernhard Albrecht Zeichenlehrer an der Theresianischen Militärakademie in Wiener Neustadt. Aus dieser Zeit sind zwei Gouachen aus einer Serie von 13 Stück erhalten, welche Szenen aus dem Leben bzw. der Ausbildung der jungen Kadetten der Militärakademie wiedergeben. Sie befinden sich heute in der Dauerausstellung des Wiener Heeresgeschichtlichen Museums. Drei weitere Bilder aus dieser Serie aus einer Privatsammlung werden im März 2021 vom Auktionshaus Dorotheum in Salzburg versteigert.

## Werke (Auszug)
- Nächtliches Mörserschießen der Kadetten an der Wiener Neustädter Militärakademie, Gouache auf Papier, ca. 55 × 75 cm, Heeresgeschichtliches Museum, Wien
- Kadetten beim Balancieren über Balkenstege an der Wiener Neustädter Militärakademie, Gouache auf Papier, ca. 55 × 75 cm, Heeresgeschichtliches Museum, Wien
- Kadetten beim Fahnenschwingen, Voltigieren auf dem Pferd und Fechten im Park, Gouache auf Papier, ca. 40 × 56 cm, Privatsammlung
- Kadetten bei Vermessen und bei Schießübungen, Gouache auf Papier, ca.  52 × 75 cm, Privatsammlung
- Kadetten bei Kugelschlagen in einer Allee, Gouache auf Papier, ca. 40 × 55 cm, Privatsammlung